# Dhaka Mohammedan
Dhaka Mohammedan jest klubem piłkarskim z Bangladeszu. Swoją siedzibę ma w stolicy kraju, Dhace. Gra na stadionie Bangabandhu National Stadium. Obecnie występuje w I lidze.
W sezonie 2001/2002 zespół zdobył Mistrzostwo Bangladeszu pokonując w finale klub Dhaka Abahani dopiero po konkursie rzutów karnych. Drużyna aż 5-krotnie zostawała wicemistrzem kraju.

## Sukcesy
- Mistrzostwo Bangladeszu (3 raz): 2001/2002, 2005/2006, 2024/2025
- Wicemistrzostwo Bangladeszu (5 razy): 2000, 2003, 2007, 2008/2009, 2009/2010